# 8524 Паолоруффіні
8524 Паолоруффіні (8524 Paoloruffini) — астероїд головного поясу, відкритий 2 вересня 1992 року.
Тіссеранів параметр щодо Юпітера — 3,527.